# Curtara pugilla
Curtara pugilla är en insektsart som beskrevs av Delong 1980. Curtara pugilla ingår i släktet Curtara och familjen dvärgstritar. Inga underarter finns listade i Catalogue of Life.